# 伦巴宫殿
伦巴宫殿（Rambagh Palace）位于印度拉贾斯坦邦首府斋浦尔城墙外8公里，原为斋浦尔土邦的宫殿，现在是一座顶级豪华酒店。

## 历史
这个地点最初是土王乳母的住所。 1887年改为皇家狩猎别墅。20世纪初，这里改建为土王的宫殿，设计者是Samuel Swinton Jacob爵士。 1957年，王室无力维持宫殿的昂贵开支，将其改为豪华酒店。
2009年，伦巴宫殿被康泰纳仕旅行杂志列为世界最佳酒店。 